# Paisaje con Júpiter e Ío
Paisaje con Júpiter e Ío es un cuadro del pintor Lambert Sustris, realizado entre 1557 y 1563, que se encuentra en el Museo del Hermitage de San Petersburgo, Rusia.

## El tema
Ío era una joven sacerdotisa de la diosa Hera, la celosa esposa de Zeus. El dios supremo de los griegos, equivalente al romano Júpiter, sedujo a Ío, pero fueron descubiertos por Hera a pesar de que Zeus transformó en ternera a la joven para evitarlo. Además, Zeus juró que no había tenido relación con ella, por lo que Hesiodo escribe que los juramentos hechos por amor no acarrean la cólera de los dioses.
Hera no se dejó engañar y como en tantas ocasiones, descargó su ira sobre la doncella más bien que sobre su esposo, enviando un tábano que mortificara los lomos de la joven convertida en ternera.
Las aventuras amorosas del dios fueron fuente de inspiración de los artistas, sobre todo desde el Renacimiento.
Las infidelidades de Zeus con Ío fueron representadas por Correggio en su obra Júpiter e Ío, en un cuadro ubicado en el Museo de Historia del Arte de Viena, (1530), aunque aquí Zeus se metamorfosea en una nube.

## Descripción de la obra

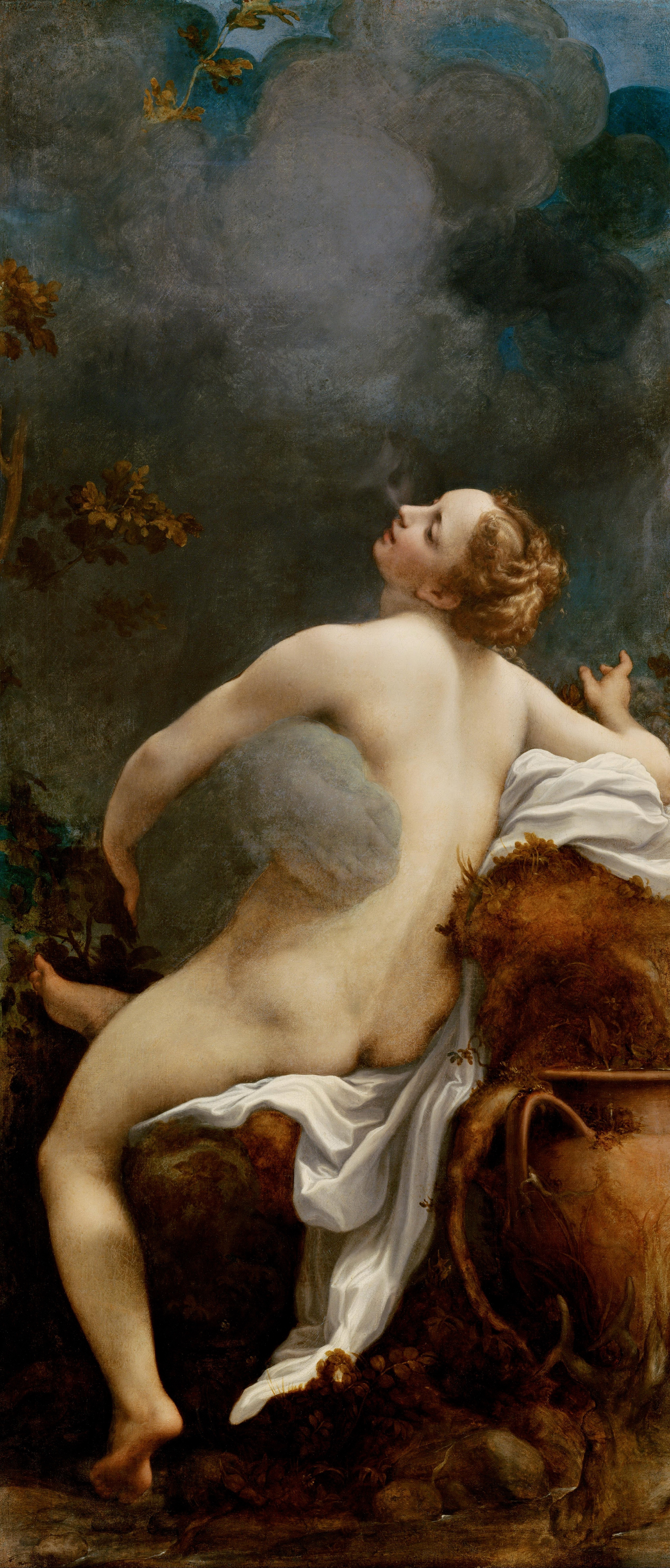
Júpiter e Ío, Museo de Historia del Arte de Viena, 1530, Correggio.

En esta ocasión Zeus representado como un humano es descubierto in fraganti junto a la sacerdotisa Ío, mientras la esposa del dios mira enojada desde los cielos. Al fondo, una escena pastoril con la ternera blanca en que fue transformada Ío para no ser descubiertos. El pintor Pieter Lastman (1583-1633), también de la escuela holandesa, pintó una obra sobre este episodio, titulada Juno descubriendo a Júpiter con Ío, en 1618, ubicado en la National Gallery de Londres que representa el momento en el que la esposa de Zeus, denominada por los romanos Juno, descubre a su esposo y la sacerdotisa ya transformada en ternera.